# Craspedogryllacris atrofrons
Craspedogryllacris atrofrons is een rechtvleugelig insect uit de familie Gryllacrididae. De wetenschappelijke naam van deze soort is voor het eerst geldig gepubliceerd in 1904 door Tepper.